# São Mamede de Ribatua
São Mamede de Ribatua ist eine Gemeinde (Freguesia) im portugiesischen Kreis Alijó. In ihr leben 586 Einwohner (Stand 19. April 2021).